# Nemzeti bajnokság I 1929/1930
Dvacátý sedmý ročník Nemzeti bajnokság I (1. maďarské fotbalové ligy) se konal opět za účasti dvanácti klubů.
Soutěž ovládl poprvé ve své klubové historii Újpest FC, který měl o dva body více než druhý Ferencvárosi TC. Nejlepším střelcem se stal opět József Takács (40 branek), který hrál za Ferencvárosi TC.